# نسورتا (لسکوواتس)
نسورتا (به صربی: Nesvrta) یک منطقهٔ مسکونی در صربستان است که در لسکواس واقع شده‌است. نسورتا ۱۲۸ نفر جمعیت دارد.